# Bulbuk
Bulbuk románul: Bulbuc, falu Romániában, Erdélyben, Fehér megyében. Közigazgatásilag Bokajfelfalu községhez tartozik.

## Fekvése
Algyógytól északkeletre, az Erdélyi-érchegység alatt, a Galac-patak forrásvidékén, Kurpény északi szomszédjában fekvő település.

## Története
Bulbuk, Balbuk nevét 1457-ben p. Balbwk néven említette először oklevél, 1478-ban pedig p. Balbewk néven volt említve.
1523-ban Balbuk a Rápolti, Macskási, Macskási Tárnok, Bélai családok birtoka volt. 1554-ben Balbwk-on az Inaktelki 
Gyerőfi részbirtok a Macskásiakhoz került.
1808-ban Balbuk, Buldorf néven szerepelt az oklevelekben.
A trianoni békeszerződés előtt Hunyad vármegye Algyógyi járásához tartozott.  1910-ben 371 román, görögkeleti ortodox lakosa volt.

## Források

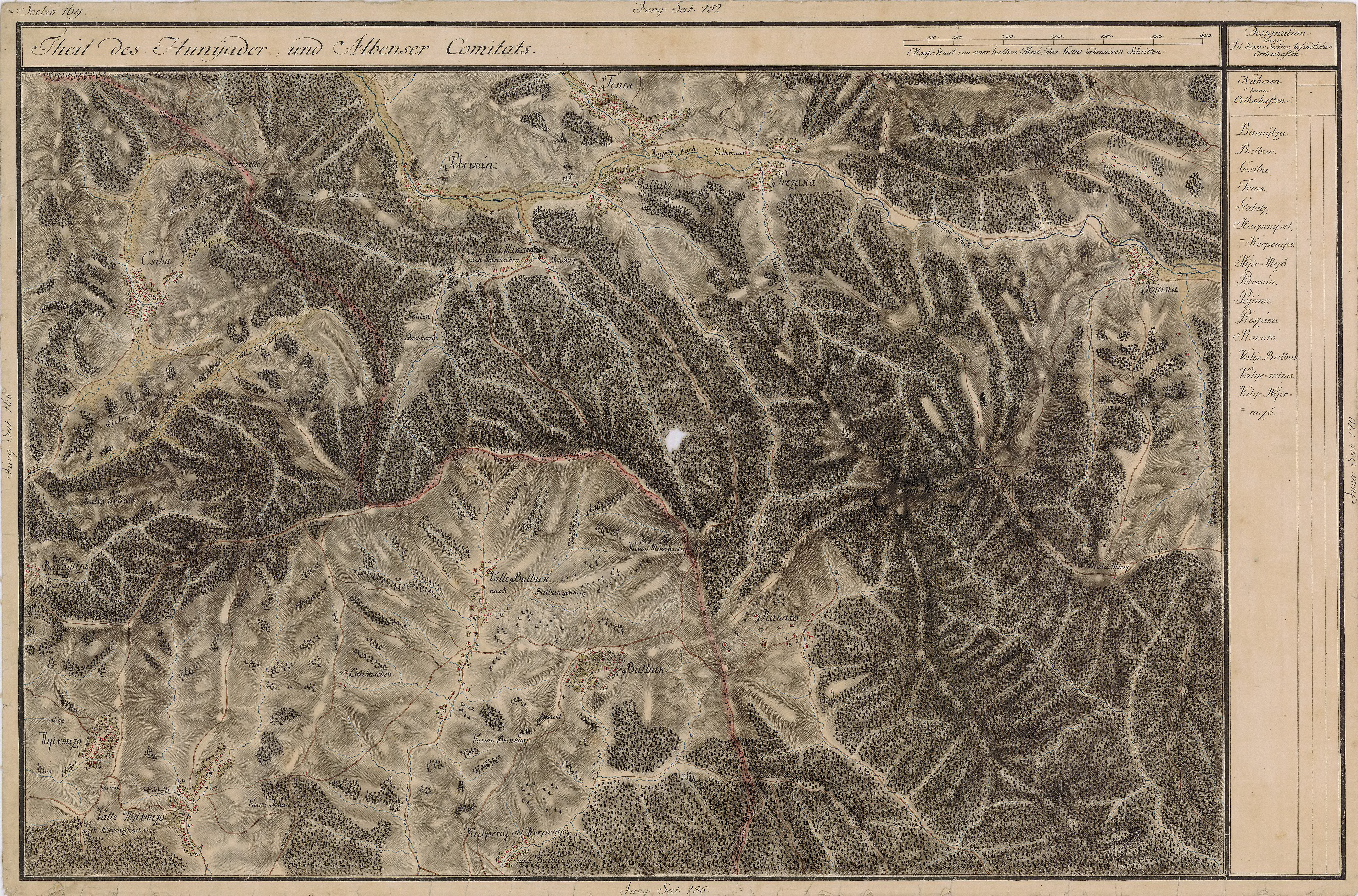
Bulbuk egy régi térképen